# The Sticky
The Sticky est une série télévisée américano-canadienne créée par Brian Donovan et Ed Herro et produite par Jason Blum et Jamie Lee Curtis, diffusée le 6 décembre 2024 sur Prime Video. Elle est inspirée de l'affaire du vol de sirop d'érable du siècle qui a eu lieu entre 2011 et 2012 au Québec.

## Synopsis
Ruth Landry, une productrice de sirop d'érable méprisant un système cruel, réunit une équipe pour entreprendre le casse du siècle au Canada. La cible : un surplus de sirop d'érable d'une valeur de plusieurs millions de dollars.

## Fiche technique
- Création : Brian Donovan, Ed Herro
- Réalisation : Michael Dowse, Joyce Wong
- Genre : Comédie noire, braquage, thriller
- Production : Brian Donovan, Ed Herro, Jonathan Levine, Gillian Bohrer, Jamie Lee Curtis, Jason Blum, Chris Dickie, Jeremy Gold, Michael Dowse, Lauren Grant, Josée Vallée, Bruno Dubé, Chris McCumber
- Sociétés de production : Sphère Média, Comet Pictures, Megamix, Blumhouse Productions, Amazon MGM Studios
- Pays d'origine :  États-Unis,  Canada
- Langue d'origine : anglais
- Durée : entre 26 et 32 minutes

## Distribution
- Margo Martindale (VF : Coco Noël ; VQ : Élise Bertrand) : Ruth Landry
- Chris Diamantopoulos (VF : Guillaume Lebon ; VQ : Frédéric Paquet) : Mike Byrne
- Guillaume Cyr (VF : Christophe Lemoine ; VQ : lui-même) : Remy Bouchard
- Gita Miller (VF : Aurélie Konaté ; VQ : Marie-Evelyne Lessard) : Teddy Green
- Guy Nadon (VF : Pascal Casanova ; VQ : lui-même) : Leonard Gauthier Sr.
- Mickaël Gouin (VF : Romain Altché ; VQ : lui-même) : Léo Gauthier Jr.
- Suzanne Clément (VF : Laura Préjean ; VQ : elle-même) : l'inspectrice Valérie Nadeau
- Michel Perron (VF : Serge Faliu ; VQ : lui-même) : Maurice Bouchard
- Mark O'Brien (VF : Maxime Baudouin ; VQ : Frédéric Millaire-Zouvi) : Charlie
- Meegwun Fairbrother (en) (VF : Loïc Guingand ; VQ : François-Simon Poirier) : Gary Montour
- Jamie Lee Curtis (VF : Véronique Augereau ; VQ : Claudine Chatel) : Bo Radley
- Vickie Papavs (VF : Élisabeth Fargeot ; VQ : Nathalie Coupal) : Florence Russell

 Source et légende : version française (VF) sur RS Doublage et les cartons du doublage français ; version québécoise (VQ) sur Doublage.qc.ca

## Épisodes
1. Pétiole (Titre original : Petiole)
2. Point d'entrée (Titre original : Insertion Point)
3. Marges (Titre original : Margins)
4. Dents (Titre original : Teeth)
5. Lame (Titre original : Blade)
6. Apex (Titre original : Apex)